# Řečtí mučedníci v Římě
Svatí Řečtí mučedníci v Římě byla skupina 10 křesťanů, kteří byli umučeni za svou víru za vlády císaře Valeriana.
- Adria
- Aurelie
- Eusebius
- Hippolytus
- Marcellus
- Marie
- Martana
- Maximus
- Neon
- Pavlína

Jejich svátek se slaví 2. prosince.